# Carl Johan Nyvall
Carl Johan Nyvall, född 29 december 1829 i Vall, Karlskoga socken, död 22 maj 1904 i Karlskoga socken, var en svensk missionär.

## Biografi

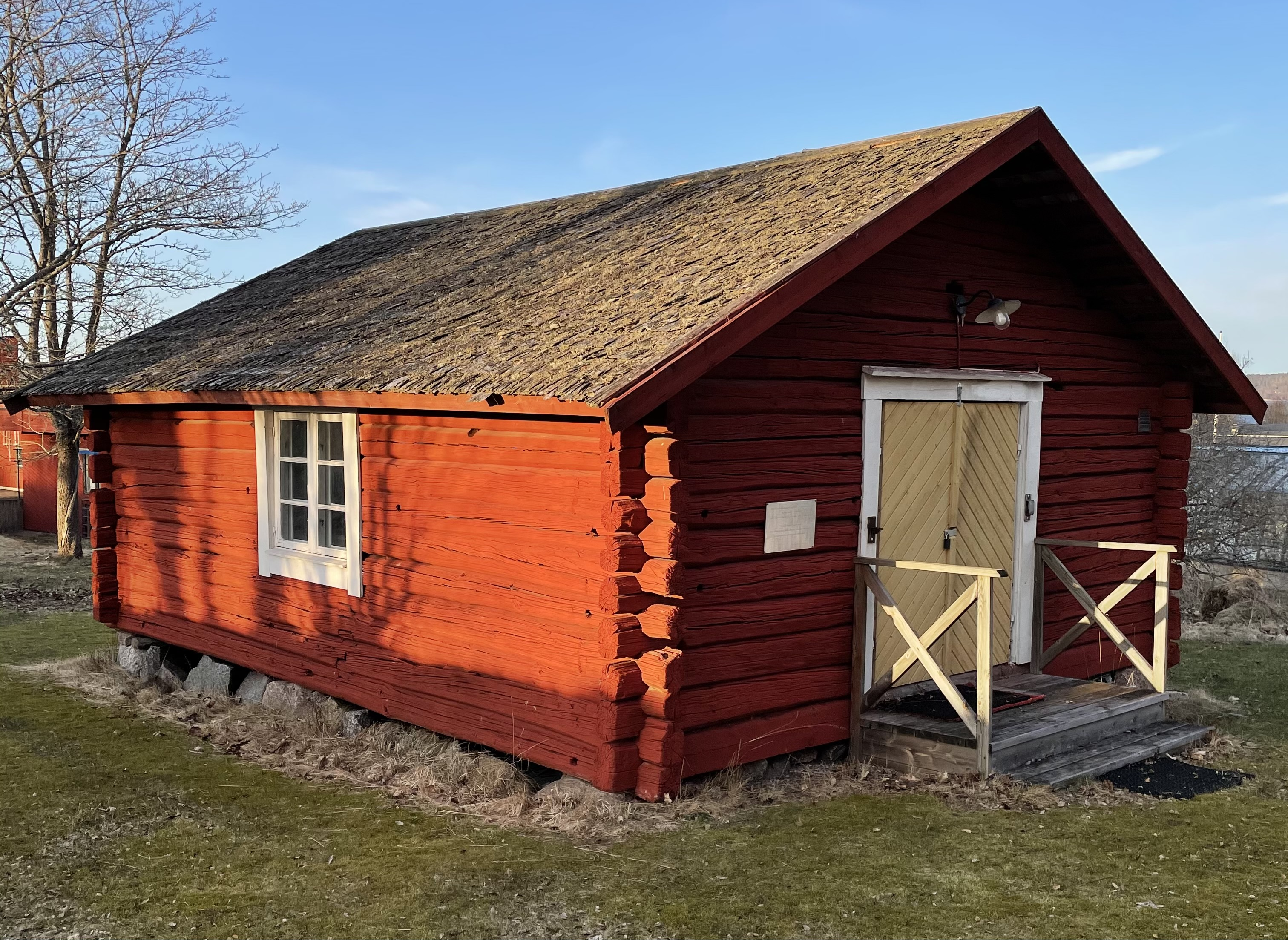

Carl Johan Nyvall var son till bergsmannen Jonas Jansson och Maria Nilsdotter, senare känd som Mor i Vall. Fadern dog tidigt och han tvingades tidigt ta ansvar för familjens försörjning. Svårigheter ledde till att man drogs till religionen och fick stöd att söka sig till väckelserörelsen från komministeradjunkten i Karlskoga Erik Berggren. Han förmedlade kontakt med Mårten Landahl. Modern kom att grunda ett barnhem präglat av en kristendom närmast besläktad med schartauanismen. Carl Johan Nyvall hade från början planer på att bli präst, men påverkades av Olof Hedengren till en mer frikyrklig väckelse, och blev 1856 kolportör och resepredikant för Evangeliska Fosterlandsstiftelsen. Han sålde huvudsakligen Bibeln och Luthers postillor. 1857 var han initiativtagare till missionsföreningen i Karlskoga och blev 1863 han predikant i en grupp missionsföreningar i östra Värmland och tog samma år initiativet till bildandet av Karlstads läns missionsskola. På Hedengrens rekommendation genomgick han 1864 Hans Jakob Lundborgs kolportörskola i Grythyttan och var 1865 en av initiativtagarna till bildandet av Värmländska Ansgariiföreningen i syfte att driva såväl yttre som inre mission. Nyvall anställdes som en av Ansgariiföreningens kolportörer, från 1873 med titeln predikanter och han fungerade från 1869 som föreningens ordförande. Nyvall genomgick även EFS:s hemlandsmissionsskola i Johannesberg i Brännkyrka socken, var samma år en av initiativtagarna till missionsskolan i Kristinehamn 1870 och till Karlskoga praktiska skola 1874.
Under slutet av 1870-talet kom den Svenska kyrkan närstående ledningen inom EFS att få allt svårare för Nyvall och hans kritik mot Svenska kyrkan och sedan han 1878 valt att ställa sig solidarisk med P.P. Waldenström i hans fråga om nattvard, kyrkotukt och lutherska bekännelsen avskedades han från sin tjänst inom EFS. Redan 1876 hade han tillsammans med Waldenström invalts i den kommitté i fråga om de "rena" nattvardsborden som skulle utvecklas till den kyrkokritiska falangen inom EFS. Nyvall kom redan från början att ansluta sig till det nybildade Svenska missionsförbundet och tillhörde 1878-1885 och 1887-1889 dess styrelse. Han tillhörde den mer moderata falangen inom Svenska missionsförbundet som Waldenström företrädde. Nyvall var initiativtagare till Karlskoga praktiska slöjdskola 1882 och från 1889 distriktsföreståndare för Svenska Missionsförbundet i Värmland och Dalsland.
Nyvall hade en barndomskamrat som emigrerat och blivit präst inom Augustanasynoden och besökte själv USA 1875, 1884-1886, 1894 och 1901. Under ett besök i Chicago 1885 tog Nyvall aktivt del i bildandet av Svenska evangeliska missionsförbundet i Amerika (Mission Covenant Church).